# Selección femenina de fútbol de Martinica
La Selección femenina de fútbol de Martinica es el equipo nacional de fútbol que representa a Martinica en torneos y competencias internacionales femeniles como la Copa de Oro Femenina de la Concacaf. Su organización está a cargo de la Liga de Fútbol de Martinica, la cual está afiliada a la Concacaf pero no a la FIFA.

## Participaciones en Campeonatos Internacionales de Fútbol
| Copa de Oro |                |     |     |     |     |     |     |     |
| Año:        | Resultado:     | PJ: | PG: | PE: | PP: | GF: | GC: | DG: |
| 1991        | Fase de grupos | 3   | 0   | 1   | 2   | 2   | 21  | -19 |
| 1993        | No participó   | -   | -   | -   | -   | -   | -   | -   |
| 1994        | No participó   | -   | -   | -   | -   | -   | -   | -   |
| 1998        | Fase de grupos | 3   | 0   | 1   | 2   | 9   | 16  | -7  |
| 2000        | No participó   | -   | -   | -   | -   | -   | -   | -   |
| 2002        | No participó   | -   | -   | -   | -   | -   | -   | -   |
| 2006        | No participó   | -   | -   | -   | -   | -   | -   | -   |
| 2010        | No participó   | -   | -   | -   | -   | -   | -   | -   |
| 2014        | Fase de grupos | 3   | 0   | 0   | 3   | 22  | 1   | -21 |